# Giuseppe De Luca (Sänger)

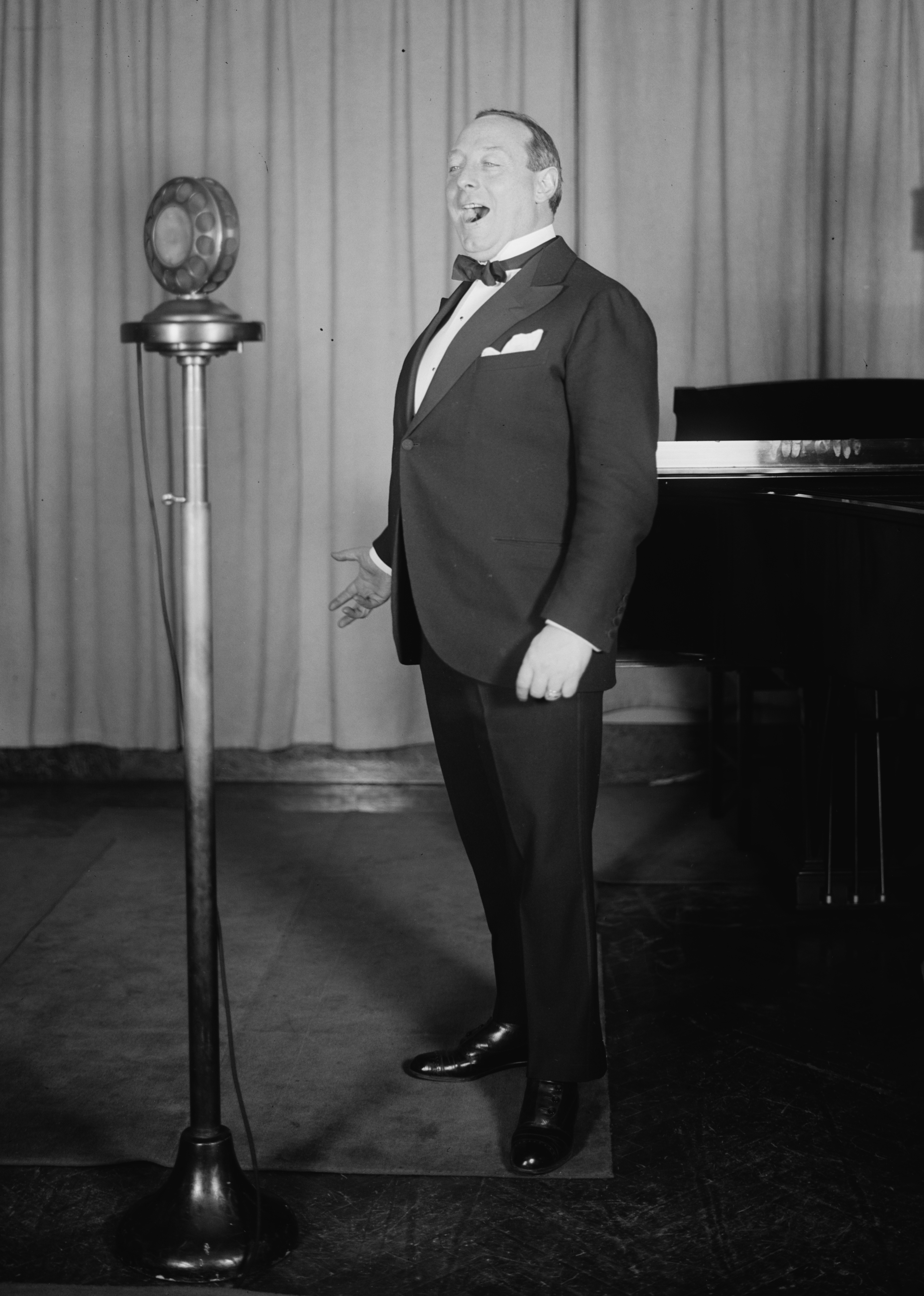
Giuseppi De Luca

Giuseppe De Luca (* 25. Dezember 1876 in Rom; † 26. August 1950 in New York) war ein italienischer Opernsänger (Bariton) und Gesangspädagoge.

## Leben
Giuseppe De Luca debütierte im Jahre 1897 als Valentin im Faust von Charles Gounod im Theater von Piacenza. Nach seinem Engagement in Piacenza wurde er an die Scala und ans Teatro Lirico nach Mailand verpflichtet, wo er unter anderem in der Uraufführung der Oper Siberia als Gleby zu sehen war. In den Jahren 1907 bis 1911 folgten mehrere Gastspiele an der Convent Garden Oper in London.
Im Jahr 1915 wurde De Luca an der Metropolitan Opera in New York engagiert, der er bis zu seinem Bühnenabschied im Jahre 1946 verbunden blieb. Hier sang er 1918 die Titelrolle bei der Uraufführung von Giacomo Puccinis Gianni Schicchi. Danach arbeitete er als Gesangspädagoge, einer seiner Schüler war Leonard Warren.
De Lucas Karriere dauerte fast fünf Jahrzehnte. Sein Repertoire umfasste mehr als 100 Opernrollen, darunter das gesamte Verdi- und Puccini-Repertoire.
Giuseppe De Luca starb 1950 in New York. Er wurde auf seinen Wunsch hin in Rom begraben.